# Heliothis nubigera
Heliothis nubigera är en fjärilsart som beskrevs av Gottlieb August Herrich-Schäffer 1851. Heliothis nubigera ingår i släktet Heliothis och familjen nattflyn, Noctuidae. I både Sverige och Finland ses arten som mycket sällsynt migrant och är klassad som tillfällig. I Sverige gjordes de första fynden av arten 2022 i Södermanland och på Öland. Inga underarter finns listade i Catalogue of Life.